# Thomas W. Laqueur
Thomas Walter Laqueur (nacido en 1945) es un sexólogo, historiador y profesor estadounidense, autor de Solitary Sex : A Cultural History of Masturbation y Making Sex: Body and Gender from the Greeks to Freud como también una plétora de artículos y reseñas. Lacqueur es el ganador del premio de la Fundación Mellonn, de Logros Distinguidos, y es un Profesor de Historia en la Universidad de California, Berkeley. Una lista completa de sus publicaciones se pueden ver en su perfil universitario.

## Literatura
- Joan Cadden. Meanings of sex difference in the Middle Ages. Medicine, Science and Culture, Cambridge: Cambridge University Press 1993

- Katherine Park, Robert A. Nye. 1991. Destiny is Anatomy, Review of Laqueurs Making Sex: Body and Gender from the Greeks to Freud. The New Republic, 18, 53-57

- Michael Stolberg. 2003. A Woman Down to Her Bones. The Anatomy of Sexual Difference in the Sixteenth and Early Seventeenth Centuries. Isis, 94, 274-299

- Rüdiger Schnell. Sexualität und Emotionalität in der vormodernen Ehe, Köln / Weimar / Wien: Böhlau Verlag 2002

- Heinz-Jürgen Voß, 2008a. [Naturphilosophische] Geschlechter in der Antike. In: Rosa, Zeitschrift für Geschlechterforschung (Zúrich), 37: 46-49. Online http://www.schattenblick.de/infopool/geist/philo/gpthe011.html

- Heinz-Jürgen Voß, 2010. Making Sex Revisited. Dekonstruktion des Geschlechts aus biologisch-medizinischer Perspektive. Transcript-Verlag, Bielefeld